# Jürgen Stark
Pour les articles homonymes, voir Stark.
Jürgen Stark, né le 31 mai 1948 à Gau-Odernheim (Allemagne) est un économiste allemand, membre du directoire (ou comité exécutif) de la Banque centrale européenne de juin 2006 au 31 décembre 2011. 

## Biographie
Membre du directoire de la BCE à partir du 1er juin 2006, il est responsable des analyses économiques et monétaires et est qualifié d' « économiste en chef », titre qui n'existe cependant pas officiellement. Il annonce sa démission du directoire de la BCE le 9 septembre 2011.
Il est remplacé par un autre allemand, Jörg Asmussen, qui ne reprend toutefois pas en charge le domaine économique au sein du directoire où pour la première fois cette responsabilité échappe à un allemand.